# Popielno (województwo warmińsko-mazurskie)
Popielno (niem. 1694–1928 Popiellnen, 1928–1945 Spirding) – niewielka osada w sołectwie Popielno, w województwie warmińsko-mazurskim, w powiecie piskim, w gminie Ruciane-Nida, położona w Puszczy Piskiej na brzegu jeziora Śniardwy.
W latach 1975–1998 miejscowość należała administracyjnie do województwa suwalskiego.

## Informacje ogólne

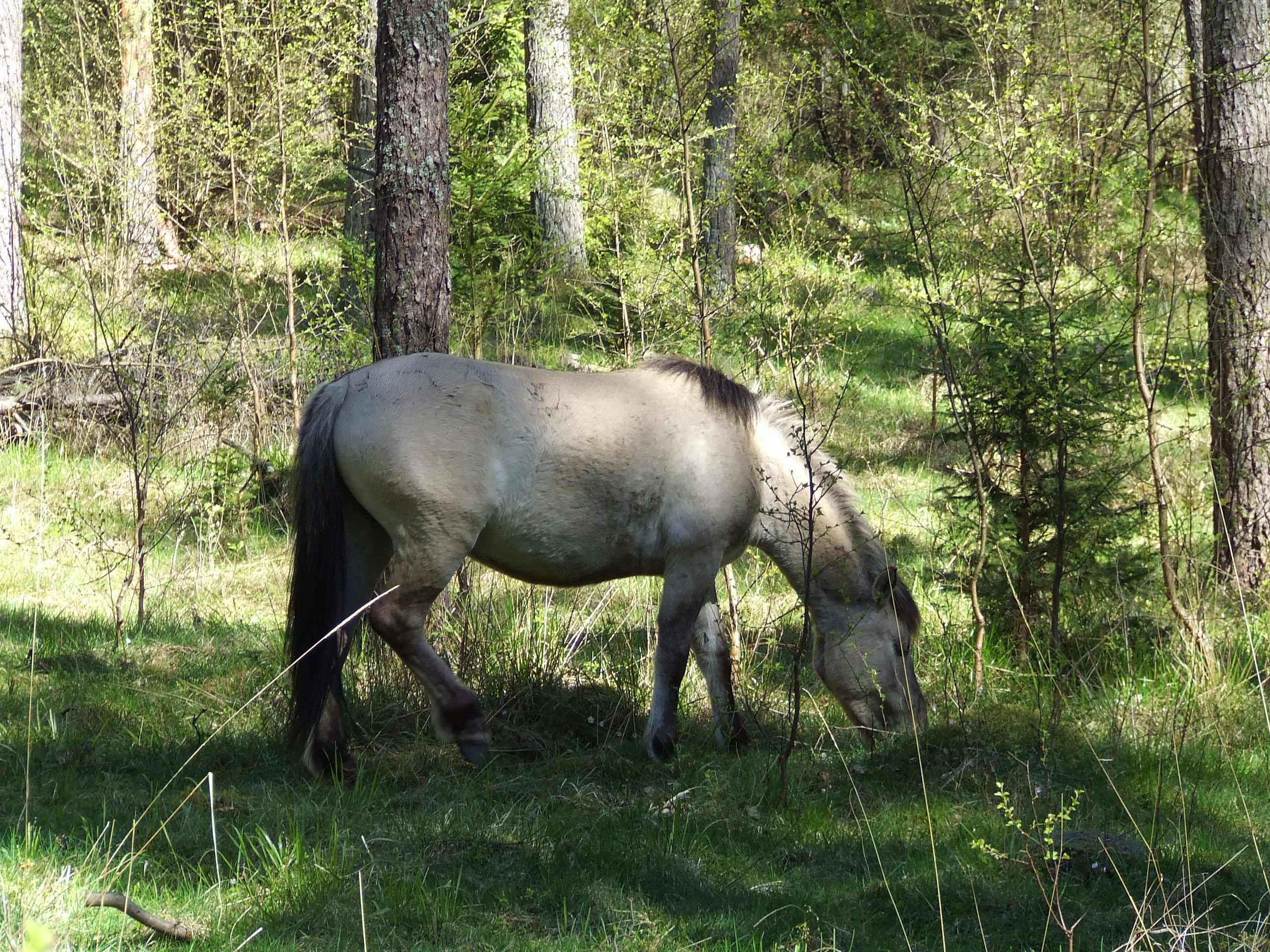
Konik polski – las na południe od Popielna

Popielno znajduje się na Półwyspie Popielniańskim, który otaczają cztery jeziora Bełdany, Mikołajskie, Śniardwy i Warnołty. Lokalizacja miejscowości i topografia półwyspu zadecydowały o utworzeniu w nim placówki naukowej PAN, która obecnie nosi nazwę Stacji Badawczej Rolnictwa Ekologicznego i Hodowli Zachowawczej Zwierząt PAN. Obecnie jednostka PAN zajmuje się przede wszystkim hodowlą zachowawczą koników polskich, wywodzących się bezpośrednio od wymarłych już leśnych koni, tarpanów, które kiedyś żyły na terenie dzisiejszej Polski. Koniki żyją zarówno w stajni, jak i w rezerwacie. Stado stajenne liczy ok. 100 sztuk. Dzikie konie tworzą cztery tabuny, w każdym z nich znajduje się ogier, około pięciu klaczy i ich młode. W stacji można obecnie zobaczyć również bobra europejskiego, jeleniowate, a także bydło, w postaci wychodzących z powszechnej hodowli krów ras polska czerwona i nizinna czarno-biała. Bydło to jest bardzo wytrzymałe i odporne na ciężkie warunki. Tego typu krowy nie dają dużo mleka, ale jest ono wyjątkowo tłuste i zdrowe.
Jedną z atrakcji Popielna jest muzeum, w którym można zobaczyć nie tylko eksponaty związane z działalnością i historią stacji, ale także kolekcję starodawnych bryczek, powozów i sań.
W Popielnie funkcjonuje w sezonie letnim rozwinięta baza turystyczna i noclegowa, plaża, sklepy ogólno-spożywcze, a także firmy czarterowe. Port jachtowy w Popielnie zarządzany jest przez pobliski Dom Pracy Twórczej PAN w Wierzbie.

## Historia
Osada powstała w końcu XVII wieku. Przed II wojną światową istniała tu stacja badawcza Uniwersytetu z Królewca. W 1945 r. wieś została przyłączona do Polski. Dawniej tereny Popielna były zamieszkane przez polskojęzyczną ludność mazurską, która po wojnie wyemigrowała do Niemiec. Pamiątką po tamtym okresie są zachowane do dziś, nieliczne zabytkowe zabudowania.
W dniu 8 stycznia 1955 roku w pozostałościach po dawnym zespole dworskim utworzono Zakład Doświadczalny Instytutu Genetyki i Hodowli Zwierząt PAN o całkowitej powierzchni rolnej 218 ha. Głównym inicjatorem jego powstania był biolog Mieczysław Czaja. W 1962 roku do dyspozycji ZD PAN oddane zostało leśnictwo Kończewo o powierzchni 1477 ha, czyli niemal cały Półwysep Popielniański, gdzie utworzony został ostatecznie Rezerwat Konika Polskiego.
Do połowy lat 60. Popielno liczyło zaledwie kilkunastu mieszkańców, ale wskutek rozwoju Stacji Badawczej PAN już w 1978 mieszkało tu 175 ludzi, a w 1987 roku populacja miejscowości wynosiła już 203 osoby. Ostatnie dane z 2006 roku mówią o 180 osobach, jednak w wyniku migracji edukacyjnej i zarobkowej wewnątrz kraju i zagranicą młodszego pokolenia faktyczna liczba mieszkańców jest obecnie znacznie niższa. Z dniem 1 stycznia 2016 Stację przejął Instytut Rozrodu Zwierząt i Badań Żywności PAN w Olsztynie i przekształcił ją w swoją Stację Badawczą z działającym na jej terenie Zakładem Ochrony Bioróżnorodności.

## Zabytki
- Spichlerz z połowy XVIII w.

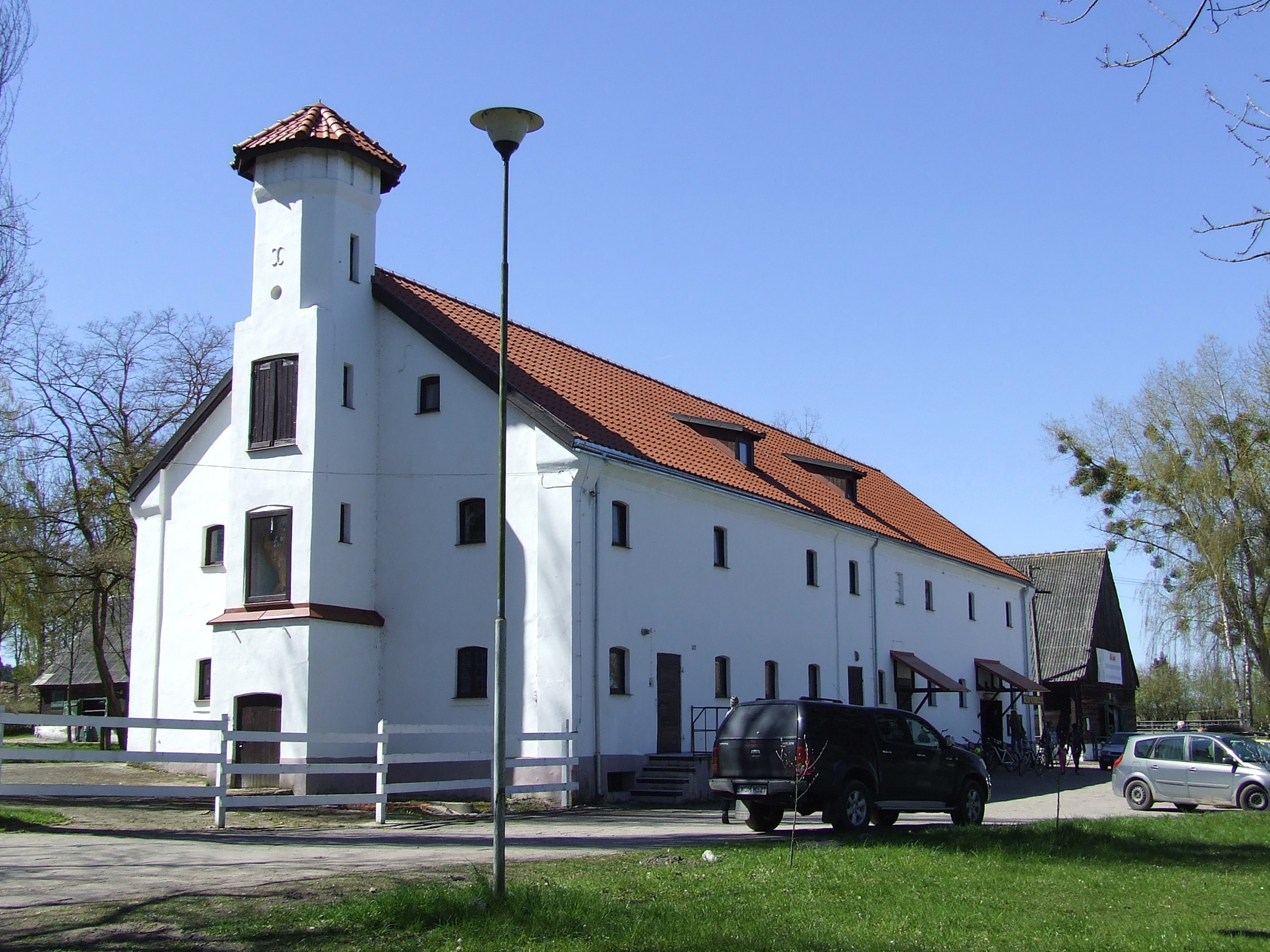
Stary spichlerz w Popielnie – obecnie mieści się w nim muzeum

- Drewniane chałupy mazurskie z początku XX w.
- Drewniana stajnia
- Kuźnia z początku XX w.
- Cmentarz niemiecki XVIII-XIX w.